# Valon Behrami
Valon Behrami (født 19. april 1985 i Kosovska Mitrovica, Jugoslavien) er en jugoslavisk født schweizisk fodboldspiller, der spiller som midtbanespiller hos Udinese. Han har tidligere spillet for blandt andet schweiziske klub FC Lugano, for italienske Genoa, Fiorentina, Verona, Lazio og Napoli, samt for West Ham i England.

## Tidligere liv
Da Behrami var fem år gammel, mistede begge hans forældre deres job. Hans mor Halime som sekretær og hans far Ragip som leder af et plast firma. Det resulterede i at Behrami, hans forældre og hans storesøster, Valentina, flyttede til Stabio, en landsby i den italiensktalende del af Schweiz. Behrami's mor beskrev Behrami således: "Som barn, var at løbe Behramis yndlings ting at lave - han blive aldrig træt. Selv også nu, han kan næsten ikke sidde stille i et sekund. Han skal altid have en bold."

## Karriere

### Tidlig karriere
Behrami begyndte at spille fodbold hos de schweiziske klubber FC Stabio, FC Chiasso og FC Lugano. Efter en række imponerende optrædener med Lugano blev han købt af Genoa i Italien i 2003-04 sæsonen, og spillede for holdet som dengang spillede i Serie B.

## Landshold
Behrami står (pr. april 2018) noteret for 73 kampe og to scoringer for Schweiz' landshold, som han debuterede for i 2005. Han var en del af landets trup til både VM i 2006 i Tyskland, EM i 2008 på hjemmebane, VM i 2010 i Sydafrika, VM i 2014 i Brasilien, EM i 2016 i Frankrig og VM i 2018 i Rusland.